# Allée Maintenon
L'allée Maintenon est une voie du 6e arrondissement de Paris, en France.

## Situation et accès
Longue de 50 mètres, elle débute au 114, rue de Vaugirard et se termine en impasse.

## Origine du nom

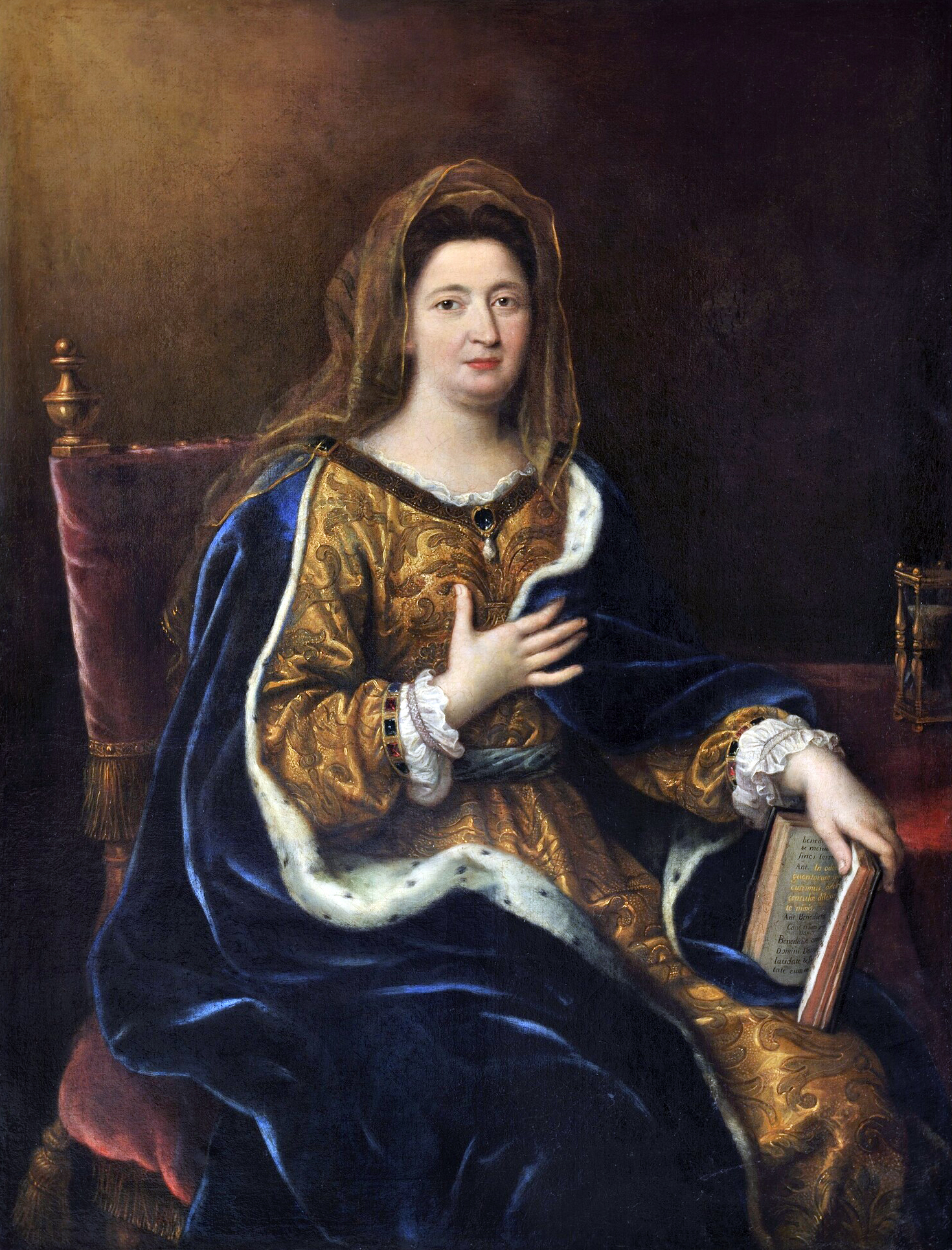
Portrait de la marquise de Maintenon par Pierre Mignard.

Elle porte le nom de madame de Maintenon (1635-1719), gouvernante des enfants naturels de Louis XIV, puis son épouse.

## Historique
Cette voie en impasse, qui est créée en 1931, débouche au 114, rue de Vaugirard, rue où habitait madame de Maintenon.

## Bâtiments remarquables et lieux de mémoire
- No 6 :  ancien atelier-maison du peintre Jean Dubuffet, où il habita de 1946 à 1985 ; vaste de 260 m2, la maison a été construite en 1928 par les architectes Auguste et Gustave Perret pour l'artiste d'origine polonaise Mela Muter qui la louait à Dubuffet[1]. Outre Jean Dubuffet, elle reçut la visite d’autres artistes de renom, tels que Man Ray, Robert Doisneau et Raymond Queneau[2].